# ジオプロモーション
ジオプロモーションは、過去に東京都港区白金に本社を置いていた日本の芸能プロダクション。登記上の会社名は株式会社ジオ。

## 過去に所属していたタレント
- 鎌田紘子
- 夏目ゆき
- 堀川美加子
- 松岡里英
- 黒澤葉月
- 高橋千咲姫
- ニココ
- 平松ゆい
- 吉沢七海
- 橘ありか
- 白石ゆの
- 松本あきな
- 小谷野花純
- 福里れいら
- 神村のりか
- 樹智子
- 桜井紗稀
- 藤田恵名（パートナー）

## 過去に所属していたアイドルユニット
- ハニースパイス（吉沢七海、夏目ゆき、橘ありか、白石ゆの、松本あきな、菅谷さき、伊藤里織、山下ゆな、平野ほのか）
- AngeLip（吉川華連、野原紗菜、柚月春乃、三倉みく、日比野実紅、北野ななほ、中川珠里）
- JASPER〜ジャスパー〜（ELENA、SARA、AYANA、LEAH、SENA）
- 平成琴姫（かとう唯、沙月美祐、桃屋マミ）
- UPローチ（絢野遥、鳴瀬未華、松井彩花、楠木りりか）
- はっぴっぴ（汐海夏那、髙木由莉愛、吉倉千晴、江口結香、夏海うらら）
- ロマンスターズ　（鎌田紘子、黒澤葉月、堀川美加子、松岡里英）2012年11月30日解散
- dreamy（高塚麻奈、高橋千咲姫、上條かすみ、鴻上聖奈、瀬長奈津実、佐藤彩奈）2014年9月6日解散